# Mas de Salvià
El Mas de Salvià, o Mas de Barrot, és una masia de l'Aleixar inclosa a l'Inventari del Patrimoni Arquitectònic de Catalunya.

## Descripció
És una antiga masia, potser en el seu temps fortificada, de planta quadrangular la casa, de paredat amb carreus als angles. Té una porta amb arc de mig punt adovellat i planta baixa, pis principal i galeria alta tapiada. Construcció de maó damunt de la cisterna. Va haver-hi un molí d'oli del qual resten alguns elements (especialment de maquinària), conservats en un edifici modern sense estil definit.

## Història
És un antic casalot que devia ésser una espècie de mas feudal amb grans possessions. És citat amb el nom de Mas de Salvià en documents des del primer terç del segle xiv. Fou donat un "loco vocato Salvia" per Jaume II. Potser fou habitat per gent de la Selva del Camp. Actualment se'l coneix com el Mas de Barot, dins la finca del Mas de Cercós, prop del límit amb el terme de Castellvell. A l'altura d'aquest mas el barranc que porta el nom de Salvià s'ajunta amb la riera, límit de la partida. Part de la construcció més vella podria ser del segle xiv, però la major part dels elements són probablement de finals del XVI.